# Gunnar Skar
Gunnar Skar, född 5 juli 1923, död 12 oktober 2012, var en norsk skådespelare och teaterregissör.

## Biografi
Skar var under 1940- och 1950- och 1960-talen engagerad som skådespelare och regissör vid Det Nye Teater och Oslo Nye Teater. Han har också verkat som regissör vid Det norske teatret och som skådespelare vid Nationaltheatret. Han gjorde två mindre roller i filmerna To mistenkelige personer (1950) och Selkvinnen (1953).

## Filmografi
- 1950 – To mistenkelige personer
- 1953 – Selkvinnen

## Teater

### Regi
| År   | Produktion                                                                | Upphovsmän                                   | Teater                   |
| ---- | ------------------------------------------------------------------------- | -------------------------------------------- | ------------------------ |
| 1966 | Jeppe på berget Jeppe paa Bierget                                         | Ludvig Holberg Översättning Per Erik Wahlund | Helsingborgs stadsteater |
| 1966 | Harlekin och Colombina Harlekin og Columbine, eller Klovnen som barnepike | Arne Svenneby Översättning Per Sjöstrand     | Helsingborgs stadsteater |
| 1967 | Påsk                                                                      | August Strindberg                            | Helsingborgs stadsteater |